# Geodia campbellensis
Espèce
Geodia campbellensis est une espèce d'éponges de la famille des Geodiidae présente dans l'océan Pacifique sud au large de la Nouvelle-Zélande.

## Taxonomie
L'espèce est décrite en 2015 par les spongiologues Carina Sim-Smith (d) et Michelle Kelly (d),.

### Étymologie
Son épithète spécifique, composée de campbell et du suffixe latin -ensis, « qui vit dans, qui habite », lui a été donnée en référence à sa localité type, îles Campbell, situées au sud de la Nouvelle-Zélande. 

### Publication originale
- (en) Carina Sim-Smith et Michelle Kelly, « The Marine Fauna of New Zealand: Sponges in the family Geodiidae (Demospongiae; Astrophorina) », NIWA Biodiversity Memoir, vol. 128,‎ 2015, p. 1-102 (ISSN 1174-0043, e-ISSN 2463-638X, lire en ligne, consulté le 23 mars 2025).

## Répartition
L'holotype de l'espèce et sa seule localisation connue se situe dans les eaux des îles Campbell, situées à 645 km au sud de l'île du Sud, une des deux îles principales de la Nouvelle-Zélande.